# Paratomapoderus flavoebenus
Paratomapoderus flavoebenus is een keversoort uit de familie bladrolkevers (Attelabidae). De wetenschappelijke naam van de soort werd in 1858 gepubliceerd door J. Thomson.